# Nikozija
Nikozija (grčki: Λευκωσία, Levkosia, turski: Lefkoşa) je glavni grad Cipra. Urbano područje ima 309.500 stanovnika (2004.). Grad je smješten na sjeveroistočnom dijelu otoka, na granici samoproglašene Turske Republike Sjeverni Cipar i ostatka ciparskog teritorija pod kontrolom međunarodno priznate vlade. Nikozija se nalazi na rijeci Pedieos, između planina Kirenia na sjeveru i Trodos na jugu.

## Povijest
Povijest Nikozije seže do brončanog doba. Nikozija je u antičko vrijeme bila grad-država, poznata kao Ledra ili Lidra. Kralj Ledre Onaksagora je plaćao danak Esarhadonu od Asirije 672. pr. Kr., što je i prvi spomen Nikozije. Sin Ptolemeja Lefkos je ponovo izgradio Ledru oko 300. pr. Kr. Ledra je u helensko i rimsko vrijeme bila malen i relativno beznačajan grad, također poznat i kao Lefkotea. Do vremena kada je dobila prvoga kršćanskog biskupa Trifiliosa (348.) grad se nazivao Lefkusia ili Ledri. Ledra je danas ime najznačajnije trgovačke ulice Nikozije.
Lefkosija je u 10. stoljeću postala glavni grad Cipra. Njezin značaj je rastao, jer su obalni gradovi Pafos i Salamis bili izloženi napadima s mora te je mnogo stanovništva bježalo u unutrašnjost Cipra, gdje se nalazila Lefkosija. Grad je bio sjedište Luzinjanskih (francuskih) kraljeva Cipra od 1192. Mletačka Republika je zauzela otok 1489., a Otomansko carstvo 1571.
Egzonim "Nikozija" pojavio se dolaskom Luzinjana. Francuski križari nisu mogli ili nisu htjeli izgovarati ime Lefkozija, već su govorili Nikozija. U doba francuskih križara Luzinjana grad je kulturno napredovao, a u 15. i 16. stoljeću su izgrađene brojne palače, crkve i samostani.
Za vrijeme turske opsade 1570. poginulo je oko 20.000 stanovnika. Turci su u krvi ugušili protuturski ustanak 1821. Kolera je pogodila grad 1835., a vatra je uništila veliki dio Nikozije 1857.
Cipar je 1878. postao britanska kolonija s Nikozijom kao glavnim gradom. Protubritansko raspoloženje je raslo desetljećima te je tijekom 1950-ih Nikozija bila poprištem stalne gerilske aktivnosti. Stanovništvo je napadalo britansku vojsku s namjerom da Cipar postane neovisan.
I nakon proglašenja neovisnosti Cipra, 1960. godine, nastavili su se sukobi Grka, koji su predstavljali većinu i Turaka, koji su bili manjina. Tursku manjinu je pomagala Turska, a potajice i Velika Britanija. Nakon državnog udara 1974. uslijedila je invazija Turske na Cipar. Turska je zauzela 30% otoka i sjeverni dio Nikozije, koja je postala podijeljeni grad.

## Znamenitosti grada
Luzinjani su od Nikozije napravili veličanstven grad, s kraljevskom palačom i preko 50 crkava. Srce grada je opkoljeno Venecijanskim bedemima, građenim od 1567. do 1570. Bedemi su debeli 4,5 metara i imaju troja vrata. U starom središtu grada nalaze se brojni muzeji, stare crkve i srednjovjekovne građevine. Grobnica Luzinjanskih kraljeva nalazi se u bivšoj katedrali Svete Sofije, koja je sada džamija u sjevernom djelu Cipra.
Famagusta vrata sada predstavljaju kulturni centar. Neki drugi dijelovi zidina imaju danas administrativnu funkciju. U centru grada je Elefterija trg (Trg slobode) s gradskom vijećnicom, poštom i knjižnicom. Obližnja ulica Ledra (Lidra) vodi u najživlji dio grada s trgovinama, buticima, kafićima i uskim ulicama. Aja Fanomereni je crkva izgrađena 1872. na ostacima starog dvorca. Tu su pokopani nadbiskup i drugi biskupi, koje su Turci ubili prilikom ustanka 1821. Nadbiskupska palača nalazi se na trgu arhiepiskopa Kiprijanua. Blizu palače nalazi se kasnogotička katedrala svetog Ivana iz 1665.
Nikozija je poznata i po svojim muzejima. Nadbiskupska palača sadrži Bizantinski muzej, gdje se nalazi ogromna kolekcija ikona. Gradski muzej ima odličnu kolekciju i gradskih i ciparske arheoloških iskopina, tako da je 1991. dobio naziv Europski muzej godine.
Nova Nikozija se razvila van starih bedema.

## Galerija
- Satelitska slika Nikozije
- Katedrala sv. Ivana
- Ulica Ledra
- Dom Luzinjana u sjevernoj Nikoziji
- Venecijanski bedemi

## Vanjske poveznice
- Službena stranica (grč.) (engl.)

### Ostali projekti
|  | Zajednički poslužitelj ima još gradiva o temi Nikozija |